# Egerland-Kulturhaus

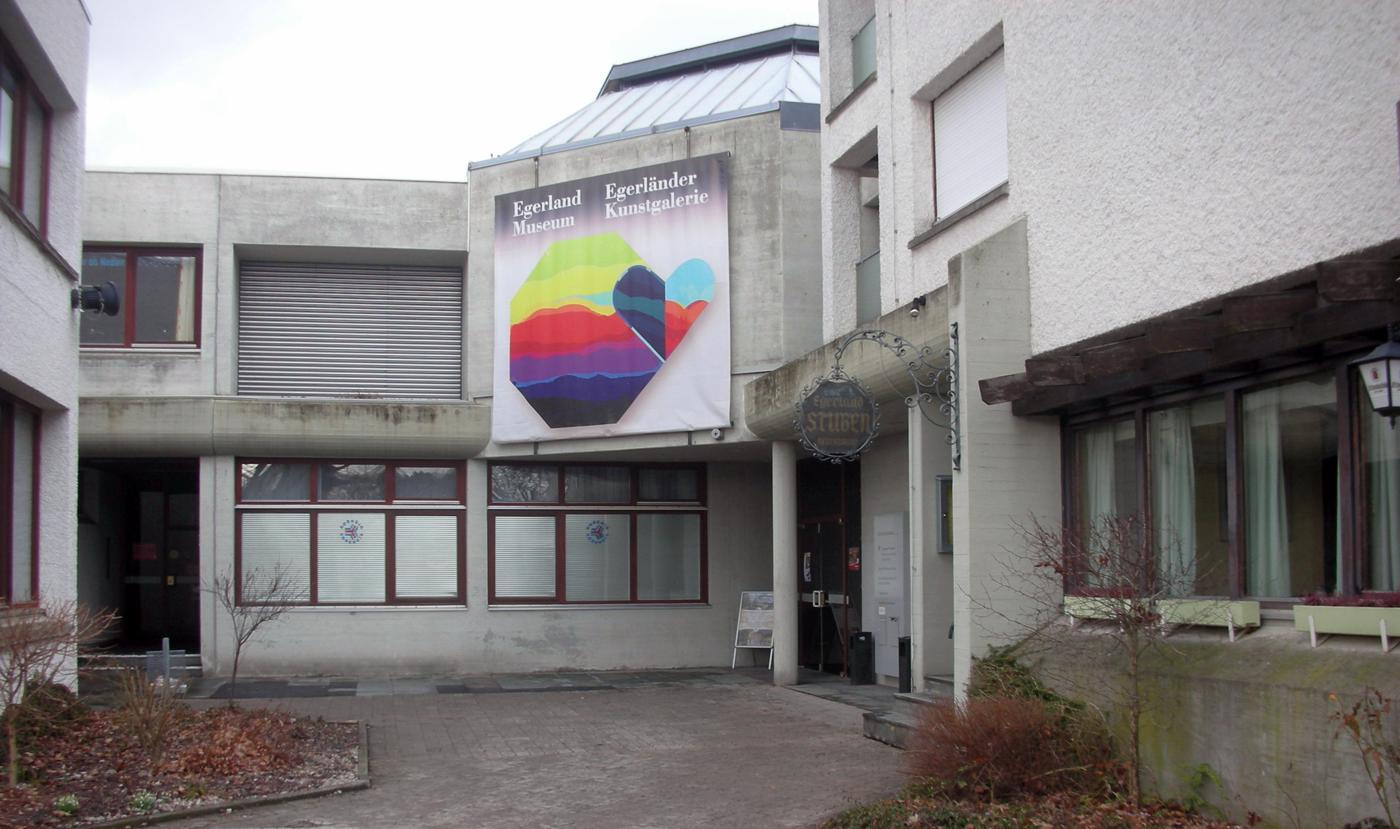
Eingang zum Kulturhaus

Das Egerland-Kulturhaus ist ein Kulturhaus in Marktredwitz. Es dient der Kulturpflege des Egerlandes.

## Lage und Geschichte
Das Museum liegt im östlichen der Altstadt, im Ostenviertel. Direkt daneben befinden sich das Hochhaus mit Sitz der Marktredwitzer VHS und der Angerplatz, der Marktredwitzer Veranstaltungsplatz.
Die Ursprünge des Kulturhauses gehen zurück auf Heimatvertriebene des Egerlandes (siehe auch Vertreibung der Deutschen aus der Tschechoslowakei), die Erinnerungsstücke an ihre Heimat sammelten. Auch andernorts entstanden solche Museen. Die Stadt Marktredwitz war besonders lange mit der Stadt Cheb (Eger) verbunden und kam erst 1816 zum Königreich Bayern und damit zur heutigen Bundesrepublik Deutschland. Der Standort war so, historisch betrachtet, besonders geeignet. Die Idee des Kulturhauses entstand in den 1950er Jahren durch den Bund der Eghalanda Gmoin, die Grundsteinlegung erfolgte 1969, die Einweihung war zum Egerlandtag 1973. Das Gebäude wurde 1997 durch einen Anbau erheblich erweitert.

## Ausstellung und Aufbau des Museums
Das Egerland-Kulturhaus enthält das Egerland-Museum und die Egerländer-Kunstgalerie. Immer wieder finden auch Sonderausstellungen statt, z. B. 1974 mit Werken des Künstlers Franz Gruss und 2006 Auf den Spuren eines Adelsgeschlechts – Die Notthaffte in Böhmen und Bayern. Das Kulturhaus ist Sitz der Egerland-Kulturhaus-Stiftung, des Bundes der Eghalanda Gmoin e. V. und der Euregio Egrensis Arbeitsgemeinschaft Bayern e. V. Engagierte Persönlichkeiten sind unter anderen Matthias Sehling oder Josef Kardinal. Das Haus verfügt über einen eigenen Gastronomiebetrieb und wird auch von der Stadtbücherei und der Volkshochschule genutzt. Auf dem Außengelände befindet sich der Egerland-Brunnen.